# Epafroditus

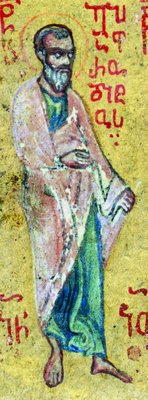
15de-eeuws miniatuur

Epafroditus (Grieks:  Ἐπαφρόδιτος, Epafroditos, lett.: "lieveling van Aphrodite", algemeen: "lieflijk", "liefdevol") was een vroege christen (1e eeuw n.Chr.) die wordt genoemd in de Brief van Paulus aan de Filippenzen.
Hij wordt tot de zeventig discipelen gerekend en in de Rooms-Katholieke Kerk en de Oosters-orthodoxe kerken vereerd als heilige. Zijn feestdag is 22 maart.
Volgens de traditie was hij de eerste bisschop van Filippi. In een opsomming van de zeventig discipelen wordt hij de bisschop van Andriaca genoemd. In andere opsommingen heet deze bisschop Epafras en er is wel eens gesuggereerd dat dit een verkorte vorm van Epafroditus was, maar daar is geen aanwijzing voor. Volgens de legende was een Epafroditus ook de eerste bisschop van Terracina, die daar door Petrus zou zijn geïnstalleerd. Maar zelfs als deze Epafroditus historisch zou zijn, is het twijfelachtig of hij identiek is aan de Epafroditus uit Filippi.

## Vermelding in de Bijbel
Toen de apostel Paulus gevangen zat, vermoedelijk in Rome, werd hij bijgestaan door Epafroditus. Deze had gaven meegenomen van de kerkleden in Filippi (Filippenzen 4:18). Epafroditus wilde graag terug naar Filippi, omdat hij doodziek was geweest. Daarom stuurde Paulus hem terug naar Filippi, samen met Timoteüs (Filippenzen 2:25-27).
Paulus noemde Epafroditus in Filippenzen 2:25 "mijn broeder, medewerker en strijder" en zegt dat Epafroditus de 'afgezant' (ἀπόστολος, apostolos, "apostel") en 'dienaar' (λειτουργός, leitourgós, "dienaar") was van de Filippenzen. In de Brieven van Paulus worden de termen apostolos (gezant) en diákonos (dienaar) als synoniem gebruikt. Het gebruik in dit vers wordt vaak geïnterpreteerd als aanduiding van een persoon die door een gemeente als vertegenwoordiger werd uitgezonden om een brief, een boodschap te bezorgen. Leitourgós duidde een publiek ambt aan, vaak iemand met financiële middelen ter beschikking om zijn functie uit te oefenen, dus Epafroditus was misschien niet alleen een functionaris van de kerk van Filippi, maar ook een bemiddeld persoon, in staat om de gave van die gemeenschap aan Paulus aan te vullen (Filippenzen 4:18).
De bijbelcommentator William Barclay suggereerde dat Epafroditus de meest waarschijnlijke persoon zou kunnen zijn om geïdentificeerd te worden met de naamloze arbiter die Paulus (in zijn brief) opriep om tussenbeide te komen in de onenigheid tussen kerkleden Euodia en Syntyche (Filippenzen 4:2-3).